# Eduardo Salavera
Eduardo Salavera Moreno (Zaragoza, 1944-2016) fue un pintor español. Con más de 40 exposiciones individuales y 140 colectivas[cita requerida], su obra tiene presencia en diversos museos y colecciones tanto institucionales como privadas[cita requerida].

## Biografía
En 1962 se inicia en el Estudio de Alejandro Cañada. En 1968 tiene lugar su primera exposición individual en la Galería N'Art[cita requerida]. En su trayectoria destacan encargos institucionales como la pintura mural de una cúpula y techo en la sede de la Diputación General de Aragón, el retrato al alcalde Juan José Rivas Bosch para el Ayuntamiento de Zaragoza y retratos a presidentes de los Colegios Profesionales de Médicos y de Graduados Sociales. Edición de serigrafías, grabados, ilustraciones para revistas y periódicos, carteles y etiquetas, calendarios y folletos. Participación como artista en cursos y seminarios, pintura en directo de cara al público o pintura con técnica de fresco en la Escuela de Restauración de Aragón.
Eduardo Salavera fue miembro del Colectivo Plástico de Zaragoza (CPZ)] entre 1975 y 1979, y estuvo asociado al Instituto de Arte Contemporáneo (IAC) y fue miembro del Colectivo Aragonés de Artistas Visuales (CAAV).